# Плутонова атмосфера
Плутонова атмосфера се углавном састоји од азота, метана и угљен-моноксида. Плутонова површина се састоји од леда истих елемената. Површински притисак износи 6.5-24 бара, што је око 1 милион-100 000 пута мањи него Земљин атмосферски притисак. За Плутонову елиптичну орбиту се веровало да има велики утицај на њену атмосферу.
Присуство метана и стакленички плинови у Плутоновој атмосфери ствара температурне инверзије. Нижа атмосфера садржи већу концентрацију метана од горњих слојева атмосфере.
Иако се Плутон удаљавао од Сунца, године 2002, атмосферски притисак (0.3 Pa) био је већи него 1988. године зато што је 1987. године Плутонов северни пол изашао из сенке први пут у 120 година.

## Референнце
1. ↑  
Croswell, Ken (1992). „Nitrogen in Pluto's Atmosphere”. Приступљено 27. 04. 2007.
2. ↑  
Lellouch, Emmanuel; Sicardy, Bruno; de Bergh, Catherine;  . (2009). „Pluto's lower atmosphere structure and methane abundance from high-resolution spectroscopy and stellar occultations”. Astronomy and Astrophysics. 495 (3): L17—L21. Bibcode:2009A&A...495L..17L. arXiv:0901.4882 . doi:10.1051/0004-6361/200911633.
3. ↑  
Lellouch, Emmanuel; Sicardy, Bruno; de Bergh, Catherine (2009). „Pluto's lower atmosphere structure and methane abundance from high-resolution spectroscopy and stellar occultations”. Astronomy & Astrophysics.